# Peeter Kreitzberg
Peeter Kreitzberg (ur. 14 grudnia 1948 w Parnawie, zm. 3 listopada 2011 w Pekinie) – estoński polityk i matematyk, profesor, były minister edukacji i kultury w 1995, parlamentarzysta.

## Życiorys
Ukończył w 1967 Szkołę Średnią nr 1 w Rakvere. W 1972 został absolwentem matematyki na Uniwersytecie w Tartu. Później uzyskał stopień kandydata nauk z pedagogiki w Leningradzie oraz odbył studia doktoranckie w Tartu. W 1993 obronił doktorat na Uniwersytecie w Lund.
Przez wiele lat był związany z Uniwersytetem w Tartu, dochodząc do stanowiska profesora tej uczelni (1978–1996). W 1994 wstąpił do Estońskiej Partii Centrum. Z jej rekomendacji w drugim rządzie Tiita Vähiego w 1995 objął stanowisko ministra kultury i edukacji, które sprawował przez sześć miesięcy, odchodząc z urzędu w związku z rozpadem koalicji. W 1997 został profesorem na Uniwersytecie Tallińskim.
Od 1996 do 1999 był zastępcą burmistrza Tallinna, Edgara Savisaara. Zasiadał w radzie gminy Vihula i estońskiej stolicy. W 1999 i 2003 z listy centrystów uzyskiwał mandat posła do Zgromadzenia Państwowego IX i X kadencji. Od 2001 do 2005 był wiceprzewodniczącym parlamentu.
W 2004 opuścił Partię Centrum, współtworzył Grupę Socjalliberalną (m.in. ze Svenem Mikserem). W 2005 dołączył do Partii Socjaldemokratycznej. Z jej listy w wyborach w 2007 uzyskał reelekcję do Riigikogu XI kadencji. W 2011 został wybrany na XII kadencję. Zmarł w tym samym roku podczas wizyty w Chinach.

## Odznaczenia
- Order Herbu Państwowego III klasy (2003)[4]
- Krzyż Wielkiego Oficera Orderu Infanta Henryka (Portugalia, 2003)[5]